# 于晓方
于晓方，浙江大学医学院教授、约翰斯霍普金斯大学公共卫生学院教授，主要从事分子病毒学和免疫学领域的研究工作。任中华人民共和国教育部第五批"长江学者"特聘教授，曾就读于哈佛大学公共卫生学。